# Natalija Tymoschkina
Natalija Leonidiwna Tymoschkina (ukrainisch Наталія Леонідівна Тимошкіна, wiss. Transliteration Natalija Leonidvna Tymoškina; * 25. Mai 1952 in Lysnyk, Sowjetunion als  Natalija Leonidiwna Scherstjuk) ist eine ehemalige ukrainische Handballspielerin, die für die sowjetische Nationalmannschaft auflief.

## Karriere
Tymoschkina spielte beim sowjetischen Verein Spartak Kiew. Mit Spartak Kiew gewann die Torhüterin 1969, 1970, 1971, 1972, 1973, 1974, 1975, 1977, 1978, 1979, 1980 und 1981 die sowjetische Meisterschaft, 1977 den sowjetischen Pokal sowie 1970, 1971, 1972, 1973, 1975, 1977, 1979 und 1981 den Europapokal der Landesmeister. Im Jahr 1981 beendete sie ihre Karriere.
Tymoschkina gehörte zwischen 1969 und 1981 dem Kader der sowjetischen Nationalmannschaft an. Mit der Sowjetunion nahm Tymoschkina an den Olympischen Spielen 1976 in Montreal und an den Olympischen Spielen 1980 in Moskau teil, bei denen sie jeweils die Goldmedaille gewann. Weiterhin gewann sie bei der Weltmeisterschaft 1973 die Bronzemedaille, bei der Weltmeisterschaft 1975 die Silbermedaille und bei der Weltmeisterschaft 1978 die Silbermedaille.